# Mark Gerrard
Mark Allan Gerrard (Sydney, 4 settembre 1982) è un rugbista a 15 australiano, utility back, dal 2011 impegnato con i Melbourne Rebels, franchise del rinnovato Super 15.

## Biografia
Esordiente a livello professionistico nel corso del Super 12 2001 con i Waratahs, già al termine della stagione successiva si trasferì a Canberra nella franchise dei Brumbies, con cui vinse il Super 12 2004.
Debuttò con gli Wallabies in un test match del giugno 2005 contro l'Italia e divenne elemento stabile della Nazionale, tanto da essere convocato per la Coppa del Mondo di rugby 2007 in Francia, torneo nel quale l'Australia uscì ai quarti di finale.
Al termine della stagione 2009 Gerrard decise di firmare un contratto biennale per il club giapponese NTT Communications (club che poi ha cambiato nome in Urayasu D-Rocks nel 2022), pur non escludendo il ritorno in Australia anticipato al fine di tornare nell'orbita della Nazionale, dalla quale di fatto uscì dopo la Coppa del Mondo.
Nel 2010 Gerrard ha accettato la proposta della neonata franchise del Super 14, i Melbourne Rebels, di far parte della squadra a partire dalla stagione 2011.
Nel 2012 torna in Giappone per i Toyota Shokki (club che verrà rinonimato Toyota Shuttles nel 2022) dove gioca fino al 2018. 

## Palmarès
- Super 12: 1
Brumbies: 2004.